# 2400 Derevskaya
2400 Derevskaya è un asteroide della fascia principale. Scoperto nel 1972, presenta un'orbita caratterizzata da un semiasse maggiore pari a 2,9993863 UA e da un'eccentricità di 0,1028025, inclinata di 10,40114° rispetto all'eclittica.